# Гнилое болото
Гнилое болото — болото на территории Таборинского муниципального района и Туринского городского округа Свердловской области России.

## Географическое положение
Гнилое болото расположено на границах муниципальных образований «Таборинский муниципальный район» и «Туринский городской округ» Свердловской области, между рекой Большая Емельяшевка (правый приток реки Тавда) и рекой Утья (правый приток реки Тавда). Болото площадью 45 км². В большой части непроходимо, глубиной свыше 2 метров. Болото примыкает с северо-запада к Дикому озеру, с запада – к болоту Маркова Дубрава. В центральной части расположено Гнилое озеро.